# لکتین متصل‌شونده به مانان
لکتین متصل‌شونده به مانان (انگلیسی: Mannose-binding lectin) یا «لکتین متصل‌شونده به مانوز» یا «MBL» که با عناوینی همچون «پروتئین متصل‌شونده به مانوز» و «پروتئین متصل‌شونده به مانان» (MBP) هم شناخته می‌شود، نوعی لکتین است که وجودش برای دستگاه ایمنی ذاتی حیاتی است و از طریق «راه لکتین» عمل می‌کند.
لکتین متصل‌شونده به مانوز ساختمان اُلیگومری دارد (با وزن حدود ۴۰۰ تا ۷۰۰ کیلو دالتون) که از سه زنجیرهٔ پپتیدی مشابه با وزن تقریبی ۳۰ کیلو دالتون تشکیل شده‌است.
با آنکه این مولکول قادر است چندین فرم اُلیگومری بسازد، اما برای آنکه قادر به فعال‌سازی سیستم کمپلمان باشد، باید دست‌کم ساختمان تترامری (چهارتایی) داشته باشد.
ژن انسانی «MBL2» بر روی کروموزم شماره ۱۰ واقع شده‌است و در مواقع عفونت، توسط کبد ساخته می‌شود و بخشی از پروتئین فاز حاد است. بیان ژنی و عملکرد این مولکول در بخش‌های دیگر بدن هم مورد توجه واقع شده‌است. سه نوع پلی‌مرفیسم مختلفِ اگزون ۱ این ژن، فرد را مستعد عفونت‌های گوناگون و از جمله بیماری‌های مننگوکوکی می‌کند. البته شواهدی هم بدست آمده‌است که این واریان‌های ژنی، هیچگونه اثر سوئی در ارتباط با بیماری مننگوکوکی ایجاد نخواهد کرد.
این پروتئین قادر است به موارد زیر متصل شود:
- مخمرها نظیر کاندیدا آلبیکانس[۱۳]
- ویروس‌ها نظیر اچ‌آی‌وی[۱۴] و آنفلوآنزای نوع A
- بسیاری از باکتری‌ها همچون استرپتوکوک و سالمونلا
- انگل‌ها نظیر لیشمانیا

این اتصال از طریق باقی‌ماندهٔ «D-مانوز» و «L-فروکتوز» موجود در سطح این پاتوژن‌ها انجام می‌پذیرد.